# Construction hors site
 (février 2024).
La mise en forme du texte ne suit pas les recommandations de Wikipédia : il faut le « wikifier ».
Les points d'amélioration suivants sont les cas les plus fréquents :
- Les titres sont pré-formatés par le logiciel. Ils ne sont ni en capitales, ni en gras.
- Le texte ne doit pas être écrit en capitales (les noms de famille non plus), ni en gras, ni en italique, ni en « petit »…
- Le gras n'est utilisé que pour surligner le titre de l'article dans l'introduction, une seule fois.
- L'italique est rarement utilisé : mots en langue étrangère, titres d'œuvres, noms de bateaux, etc.
- Les citations ne sont pas en italique mais en corps de texte normal. Elles sont entourées par des guillemets français : « et ».
- Les listes à puces sont à éviter, des paragraphes rédigés étant largement préférés. Les tableaux sont à réserver à la présentation de données structurées (résultats, etc.).
- Les appels de note de bas de page (petits chiffres en exposant, introduits par l'outil «  Source ») sont à placer entre la fin de phrase et le point final[comme ça].
- Les liens internes (vers d'autres articles de Wikipédia) sont à choisir avec parcimonie. Créez des liens vers des articles approfondissant le sujet. Les termes génériques sans rapport avec le sujet sont à éviter, ainsi que les répétitions de liens vers un même terme.
- Les liens externes sont à placer uniquement dans une section « Liens externes », à la fin de l'article. Ces liens sont à choisir avec parcimonie suivant les règles définies. Si un lien sert de source à l'article, son insertion dans le texte est à faire par les notes de bas de page.
- La présentation des références doit suivre les conventions bibliographiques. Il est recommandé d'utiliser les modèles {{Ouvrage}}, {{Chapitre}}, {{Article}}, {{Lien web}} et/ou {{Bibliographie}}. Le mode d'édition visuel peut mettre en forme automatiquement les références.
- Insérer une infobox (cadre d'informations à droite) n'est pas obligatoire pour parachever la mise en page.

Pour une aide détaillée, merci de consulter Aide:Wikification.
Si vous pensez que ces points ont été résolus, vous pouvez retirer ce bandeau et améliorer la mise en forme d'un autre article.
La construction hors site est une méthode qui vise à déporter tout ou partie de la construction d’un bâtiment hors du lieu sur lequel il est érigé. Ce terme englobe la notion de préfabrication tout en tenant compte des enjeux contemporains auxquels le secteur du bâtiment est confronté: carbone, filières locales, qualité de vie au travail, qualité architecturale et d’usage. Les éléments de structure, de façade, des blocs entiers (cuisines, salles de bain) sont conçus numériquement via le Building information modeling (BIM) avant d’être fabriqués en usine et acheminés sur le chantier. Ainsi, 80 à 85% des travaux d’un bâtiment pourraient être réalisés en usine (actuellement à peine 10%), ce qui permet de conduire simultanément des phases qui, traditionnellement, sont réalisées successivement sur un chantier.
Cette technique permettrait de rationaliser la construction, d’améliorer les conditions de travail des ouvriers et de réduire les nuisances pour les riverains tout optimisant la durée du chantier et en favorisant la réversibilité des bâtiments.

## Historique
La préfabrication d’éléments de construction date de la révolution industrielle, et notamment de l’adoption aux États-Unis du mode de construction du balloon frame qui se développe à partir des années 1830. Appliqué aux maisons individuelles, elle donne naissance aux nombreuses maison en kit comme les maisons Sears imaginées par l’entreprise éponyme en 1908.
Le développement des ossature en acier, et des premiers gratte-ciels, conduit lui à la production industrielle d’éléments en acier, assemblé sut site. En 1930, la construction de l’Empire State building, gratte-ciel emblématique de la ville de New-York,  est réalisé en un an et 45 jours grâce à des éléments préfabriqué, qui ont permis d’élever un étage par jour, soit sept par semaine.
Au lendemain de la Seconde Guerre mondiale, Walter Gropius et Konrad Wachsmann imaginent un nouveau type de maisons individuelles préfabriquées reposant sur une trame de panneaux en bois et sur un assemblage métallique sans jonction apparente. Ces maisons appelées sont Packaged Houses se répendent aux États-Unis de 1942 à 1952 et constituent une source d’inspiration pour les immeubles de grande hauteur de la reconstruction.

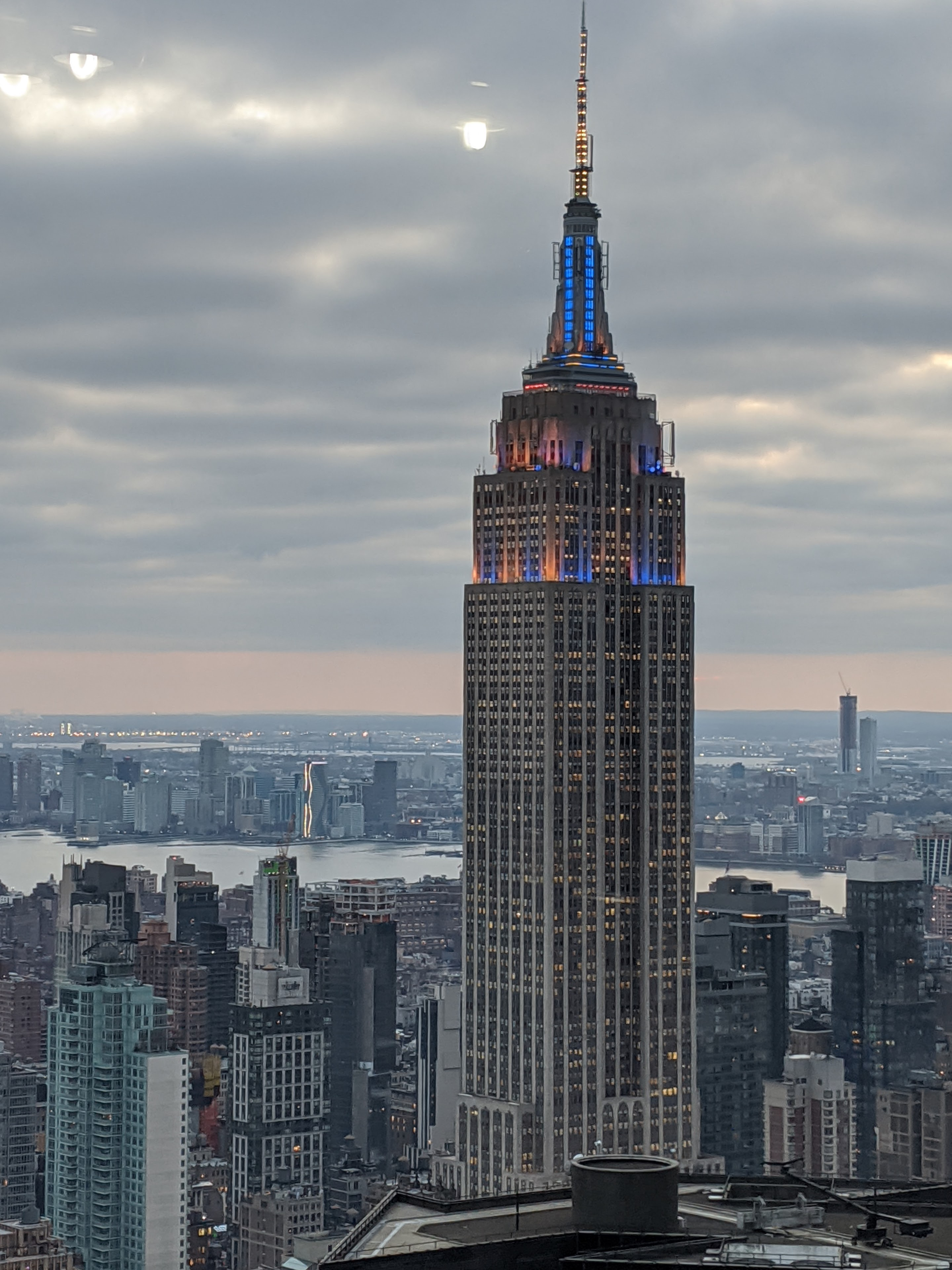
L’Empire State building, gratte-ciel emblématique de la ville de New-York, réalisé en un an et 45 jours grâce à des éléments préfabriqué.

En France, la période de Seconde Reconstruction est l’occasion d’un foisonnement de «procédés non traditionnels de construction», mis en œuvre au travers d’opérations expérimentales dans les grands ensembles. Les débats se concentrent immédiatement sur la préfabrication, nouveau mode de production théorisé en 1946 par l’architecte Pol Abraham dans son ouvrage intitulé Architecture préfabriquée. Cette technique est nouvellement associée à l’utilisation du béton, elle l’était auparavant à l’acier. Les formes les plus simples sont privilégiées, à l’instar des tours et des barres. Les éléments, fabriqués dans une usine éphémère créée à proximité du chantier, glissent le long d’un rail à l’aide d’une grue. Cependant, les grands ensembles édifiés à cette époque se dégradent rapidement en raison de leur mauvaise conception et de leur enclavement. Ils entraînant dans leur chute la réputation de la préfabrication dans le secteur de la construction immobilière.

### Terminologie
Le terme de construction hors site provient de l’anglais offsite construction, qui s’est développé à partir des années 90, pour prendre en compte les évolutions technologiques en matière de design, d’ingénierie et d’industrialisation appliqués au secteur de la construction. Il fait l’objet de travaux de recherches de plus en plus soutenus à partir des années 2010.

## Politiques publiques

### Au Royaume-Uni
Dès 2004, une étude du département d’ingénierie civile de l’université de Loughborough pointe l’intérêt de la construction hors-site pour la production de bâtiments de qualité.
En 2017, le gouvernement britannique commande un rapport sur la construction qui souligne les faiblesses des modes de construction traditionnels, leur manque de productivité notamment et affirme la nécessité de massifier le hors site. En 2020, le ministère de l’éducation britannique annonce un investissement de 3 milliards de livres sterling pour construire 120 écoles en 4 ans, en construction hors site.

### En France
La loi ELAN (Loi portant évolution du logement, de l’aménagement et du numérique), promulguée le 23 novembre 2018 vise à réformer le droit de l’immobilier. Elle prévoit notamment une mesure pour réduire les freins à la préfabrication en vertu des avantages que cela présente: qualité, rapidité de la construction, rationalisation de la production, diminution des désagréments en lien avec le chantier et le meilleur emploi des ressources. La loi prévoit également la mise en place d’un échéancier spécifique à la préfabrication de maisons individuelles plus adapté à l’avancement des chantiers préfabriqués.
En novembre 2022, le Conseil économique, social et environnemental publie un rapport sur les techniques de construction dans lequel il préconise la construction hors-site, notamment dans le cadre de rénovations. À la suite des conclusions du Conseil national de la refondation lancé en 2022 par le ministre délégué à la ville et au logement Christophe Béchu, les principaux maîtres d’ouvrage franciliens, ont signé en juin 2023 une charte et créée une association pour le développement de la construction hors site.  L’initiative prise par Grand Paris Aménagement immobilière 3F et la Société du Grand Paris vise à lutter contre la crise du logement et à participer à la transition écologique et à la réindustrialisation.

## Réalisations

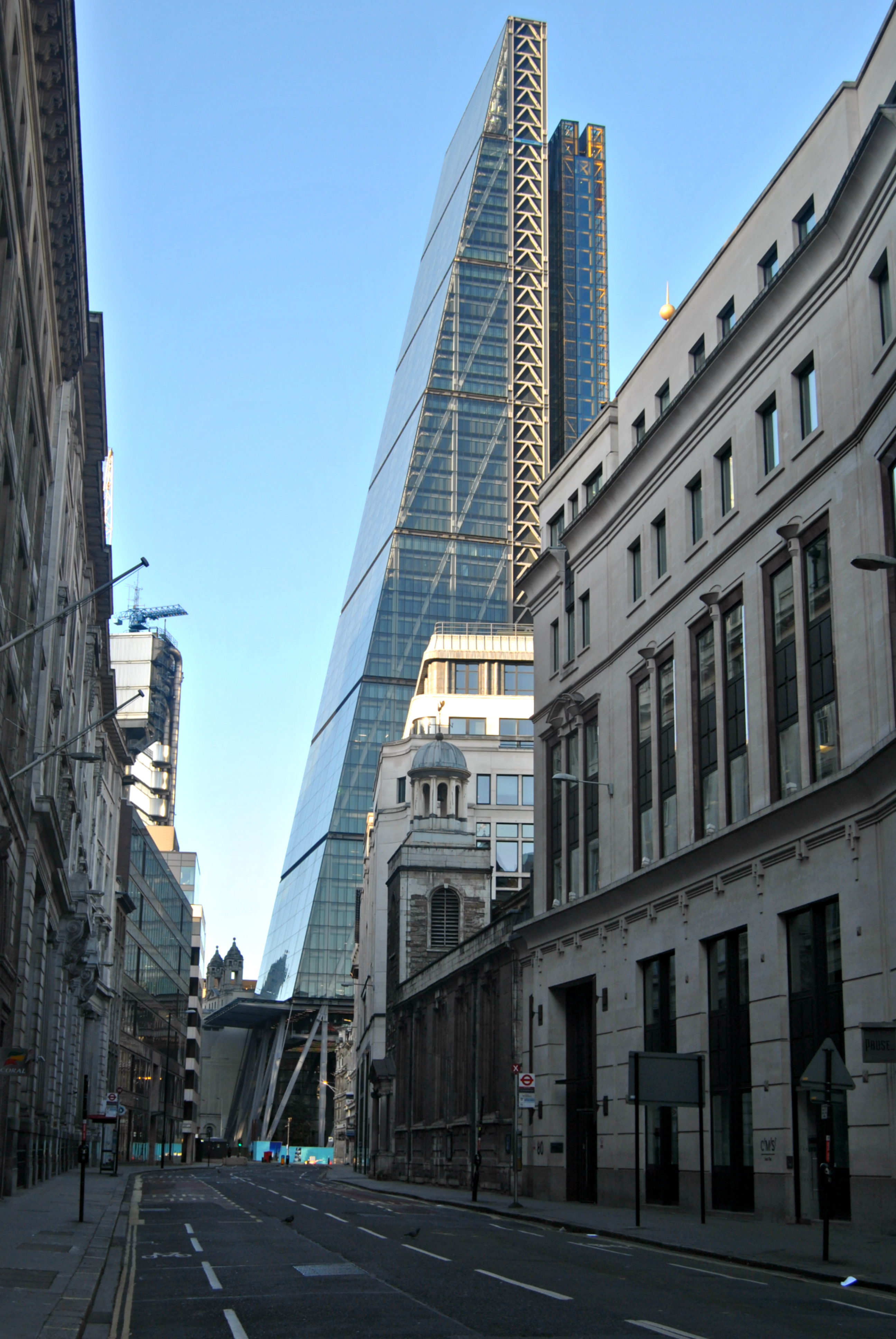
122 Leadenhall, Londres, Richard Rogers (2014)

### 122, Lendenhall, Londres
Cette tour de 225 mètres de haut, terminée en 2014 et conçue par l’architecte Richard Rogers a été réalisée à 80% hors site.

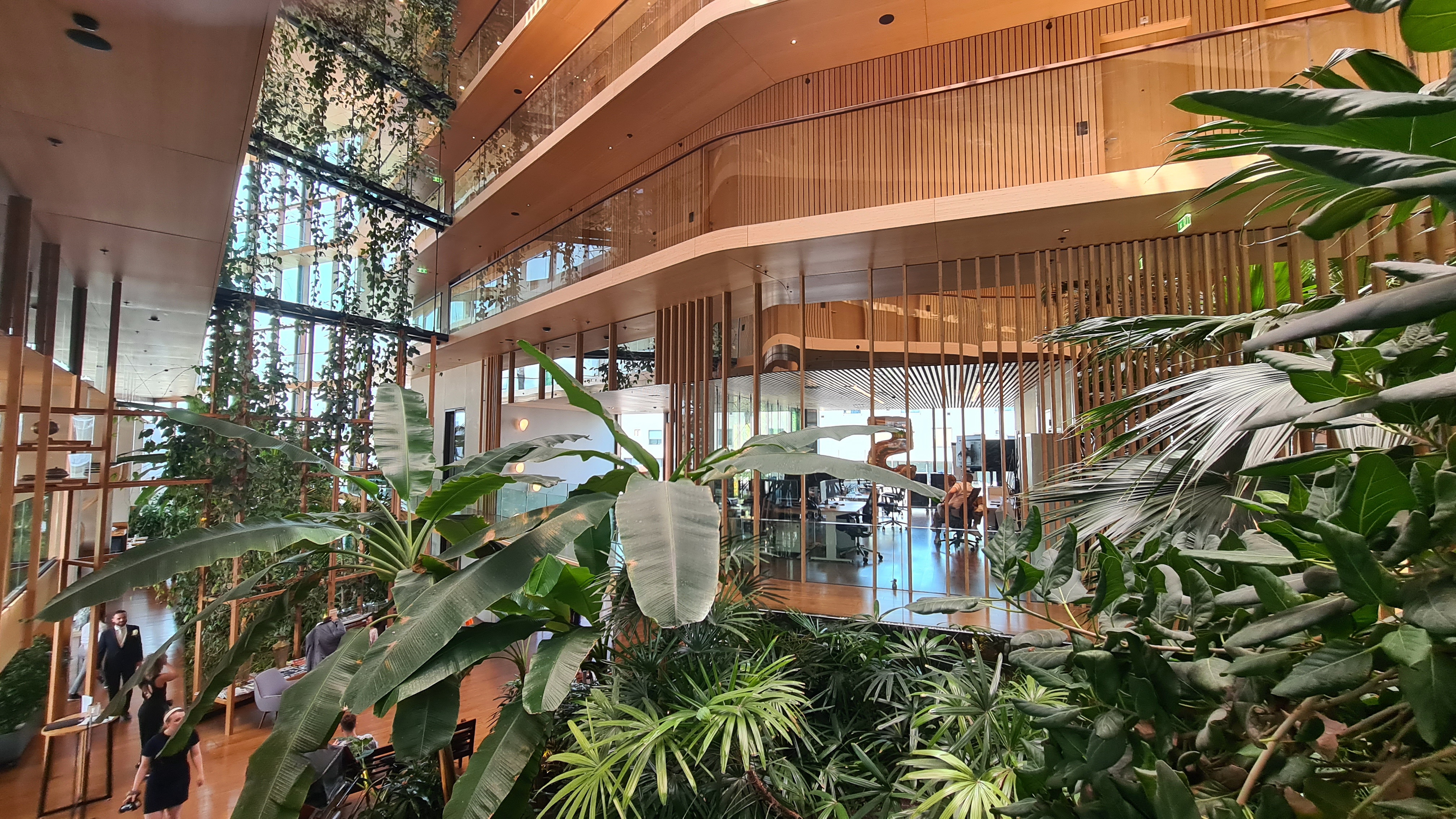
Hôtel Jakarta, Amsterdam

### Hôtel Jakarta, Amsterdam
Hôtel de 30m de hauteur en structure bois conçu par l’agence SeArch architecture - 176 des 200 chambres ont été livrées entièrement préfabriquées.

### Tour Hyperion, Bordeaux
La plus haute tour en structure bois en France, livrée en 2021 a été conçue par l’architecte Jean-Paul Viguier. Elle compte 182 logements, sur 16 étages et a été construit essentiellement hors site.

## Entreprises de construction hors site

### En France

#### GA Smart Building
Dirigée par Sébastien Matty, l'entreprise dispose de huit usines française, trois pour le bois dans la Loire et dans les Vosges, trois dans le béton, en Normandie, dans le Grand-Est et en région Occitanie, un d’équipement de confort thermique et lumineux et une dernière pour les menuiseries.

#### Woodeum
Woodeum est une entreprise de promotion spécialisée dans la construction bois. Créée par Guillaume Poitrinal et Philippe Zivkovic en 2014, elle a été rachetée par Altarea en 2023. Woodeum accompagne désormais Altarea dans sa production de logements.

#### Eiffage construction
Eiffage Construction propose une solution de construction industrialisée. Appelée Eiffage construction industrie, ce produit de construction hors-site hybride permet à la filiale BTP du groupe Eiffage, dirigé par Benoît de Ruffray, de se doter d’un outil permettant de fabriquer des modules sanitaires en usine.

#### Vestack
Vestack est une start-up co-fondée par Sylvain Bogeat, Nicolas Guinebretière et Jean-Christophe Pierron en 2019. Elle conçoit des bâtiments modulaires à base de matériaux biosourcés à destination des promoteurs immobiliers. Elle pratique la construction hors site.

#### Bouygues
A Bagneux (Hauts-de-Seine), la branche "Équipements Publics" de Bouygues Immobilier a utilisé le hors-site pour construire et livrer (en 28 jours) un établissement scolaire (collège) temporaire, répondant au seuil haut de la RE2020, en assemblant sur le site 191 modules fabriqués en usine.

### A l'étranger

#### TopHat
TopHat est une start-up anglaise fondée en 2016, ils sont leader de la construction industrielle hors site. Son premier chantier résidentiel a commencé en 2018 et s’est achevé en 2019. L’entreprise dirigée par Maggie Leen a reçu un investissement en capital de la part de Goldman Sachs.

#### Full Stack Modular
Full Stack Modular est un acteur américain du hors-site dirigée par Roger Krulak. Son usine est installée à Brooklyn depuis 2016.